# 巴耶費爾蒂爾縣

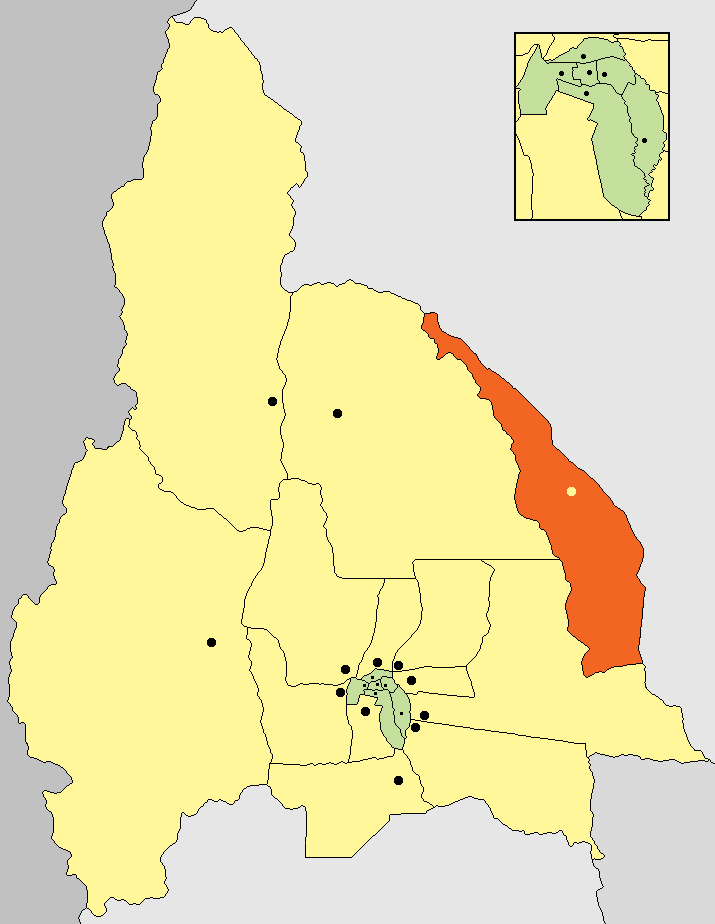

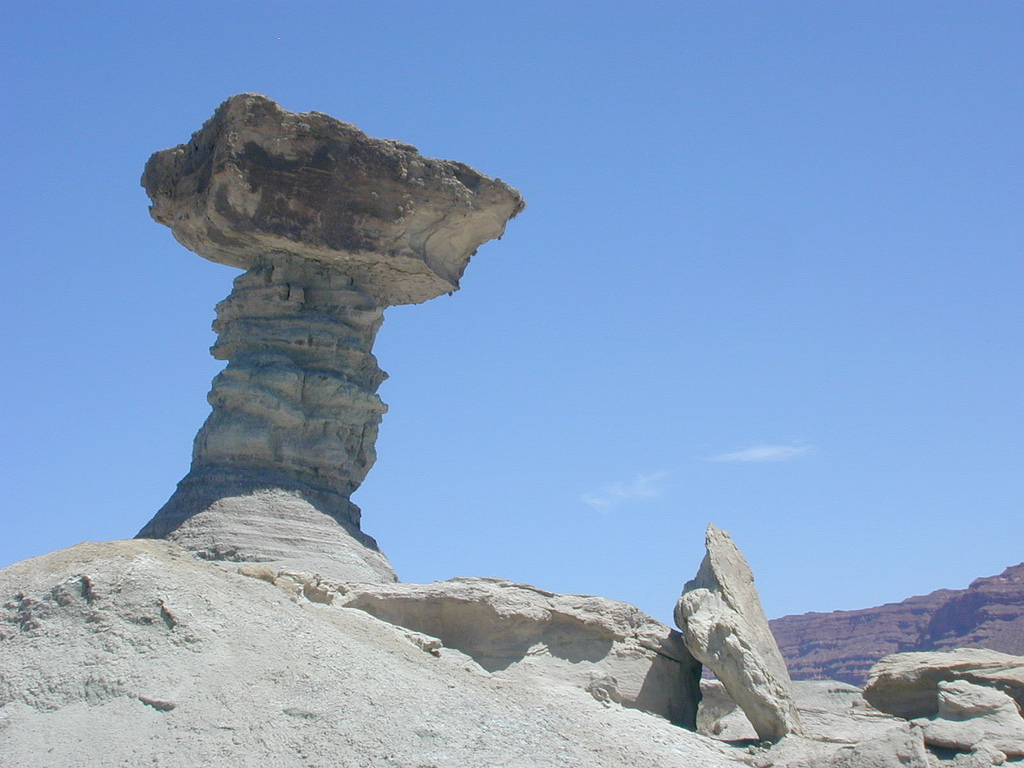

巴耶費爾蒂爾縣（西班牙語：Departamento Valle Fértil）是阿根廷的縣份，位於該國西部聖胡安省，首府設於圣阿古斯丁镇，面積6,419平方公里，2001年人口6,864，人口密度每平方公里1.07人。
30°40′S 67°26′W / 30.667°S 67.433°W